# Vroesentuin
De Vroesentuin is een stadsplantsoen bij de Sint Janskerk in de Nederlandse stad Gouda.
Oorspronkelijk lag op de plaats van de Vroesentuin het kerkhof van de Sint-Janskerk. Nadat het kerkhof in 1832 verplaatst werd naar een nieuwe lokatie in de Korte Akkeren werd op deze plaats een tuin aangelegd voor het nabijgelegen Willem Vroesenhuis, het toenmalige oudemannenhuis. Er werden onder andere iepen en duizend essen geplant. Rond 1870 werd er een rode beuk geplant. Met uitzondering van deze beuk overleefden de meeste bomen een zware storm in 1911 niet. De beuk behoort, aldus de vermelding in Goudse plantaardigheden, tot de oudste bomen van Gouda. De aanleg van het Willem Vroesenplein in 1917 betekende een verkleining van de tuin. Het plantsoen is sinds die tijd vrij toegankelijk. Er staan beelden van de humanist Erasmus (gemaakt door Hildo Krop) en van de boekdrukker Gheraert Leeu (gemaakt door Roel Bendijk). Bij de tuin staat de met de Sint-Janskerk verbonden Van der Vormkapel. 
Het plantsoen en het gietijzeren hekwerk werden in 2000 als rijksmonument ingeschreven in het monumentenregister. Kapel, tuin en hekwerk vormen tezamen het complex "Raoul Wallenbergplantsoen", dat ook als totale complex ingeschreven is in het monumentenregister, vanwege de cultuurhistorische en stedenbouwkundige waarde.

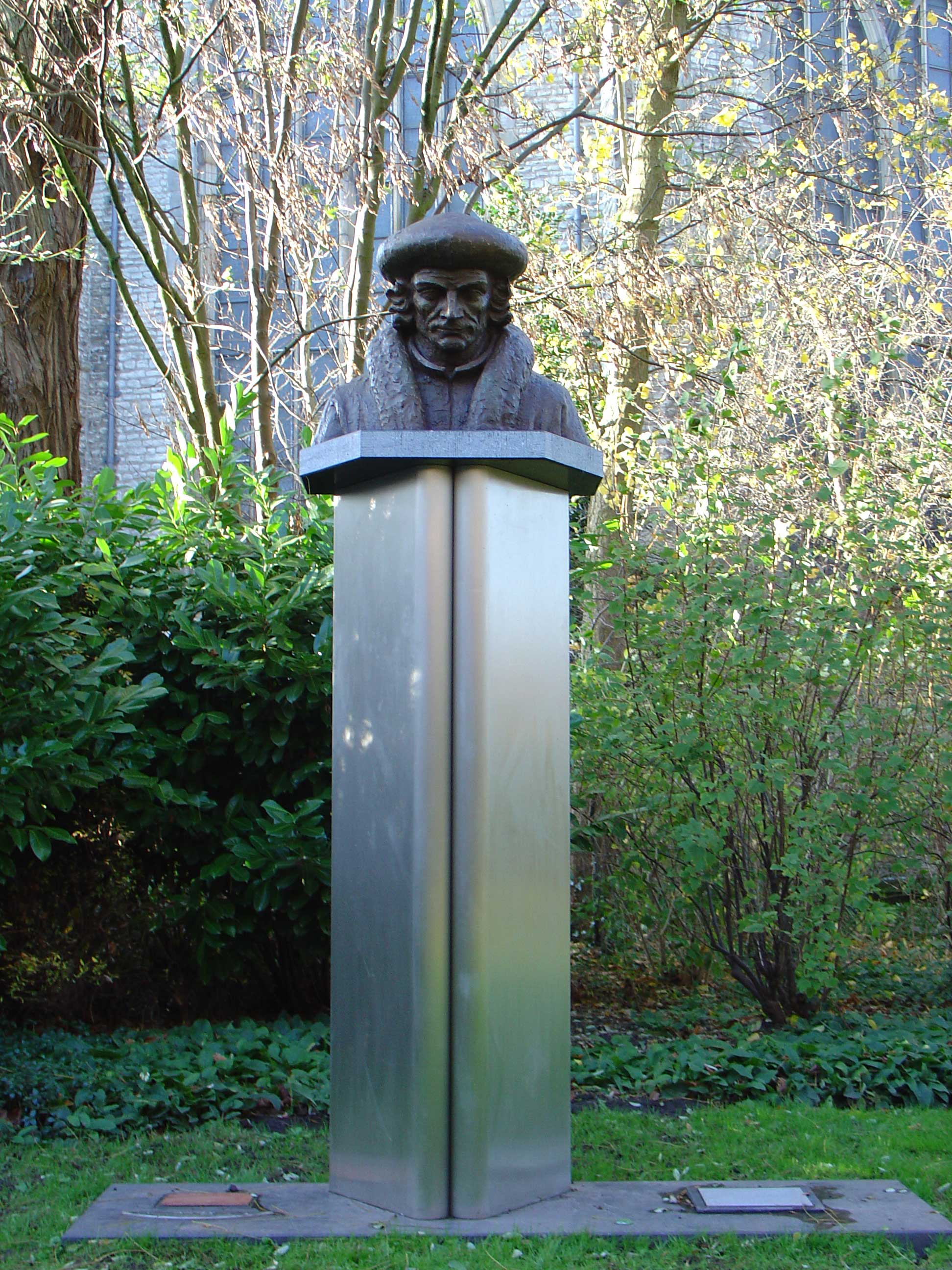
Het beeld van Erasmus in de Vroesentuin
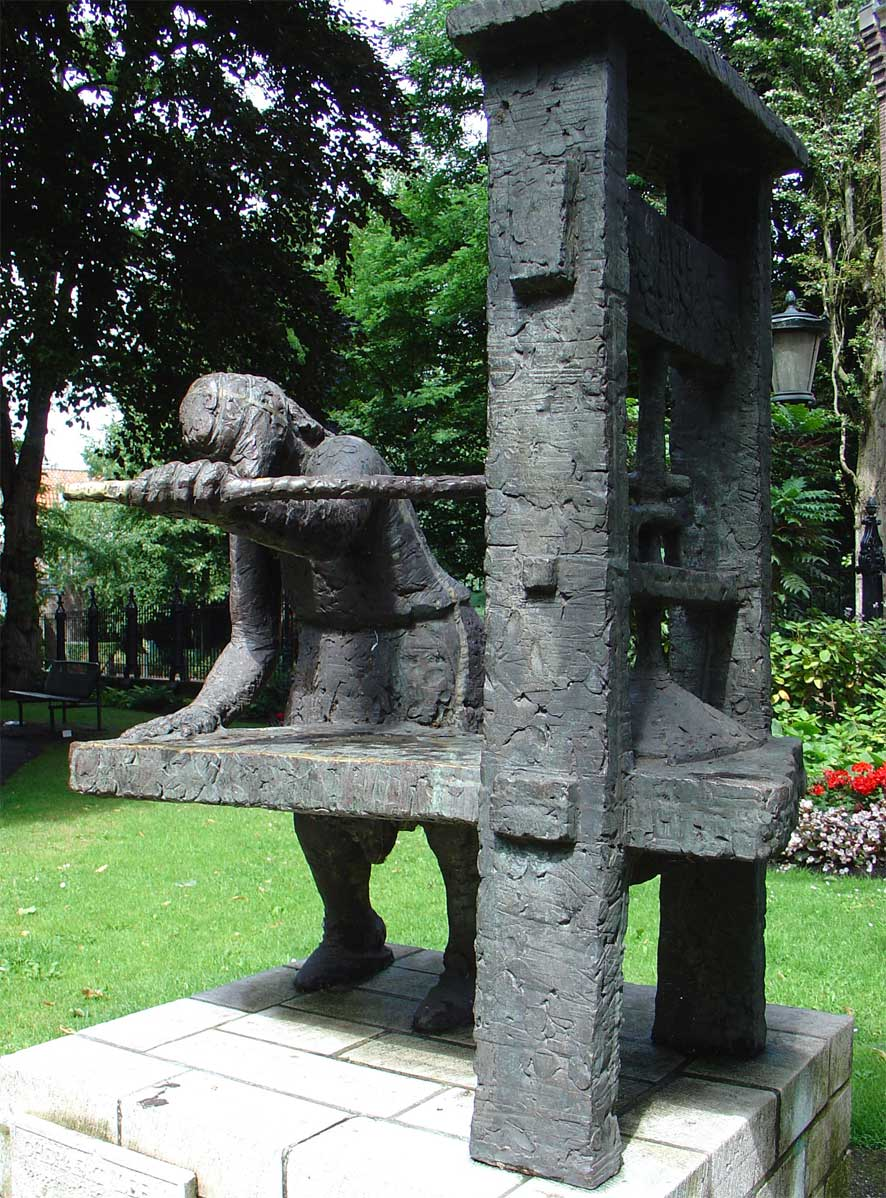
Het beeld van Gheraert Leeu in de Vroesentuin
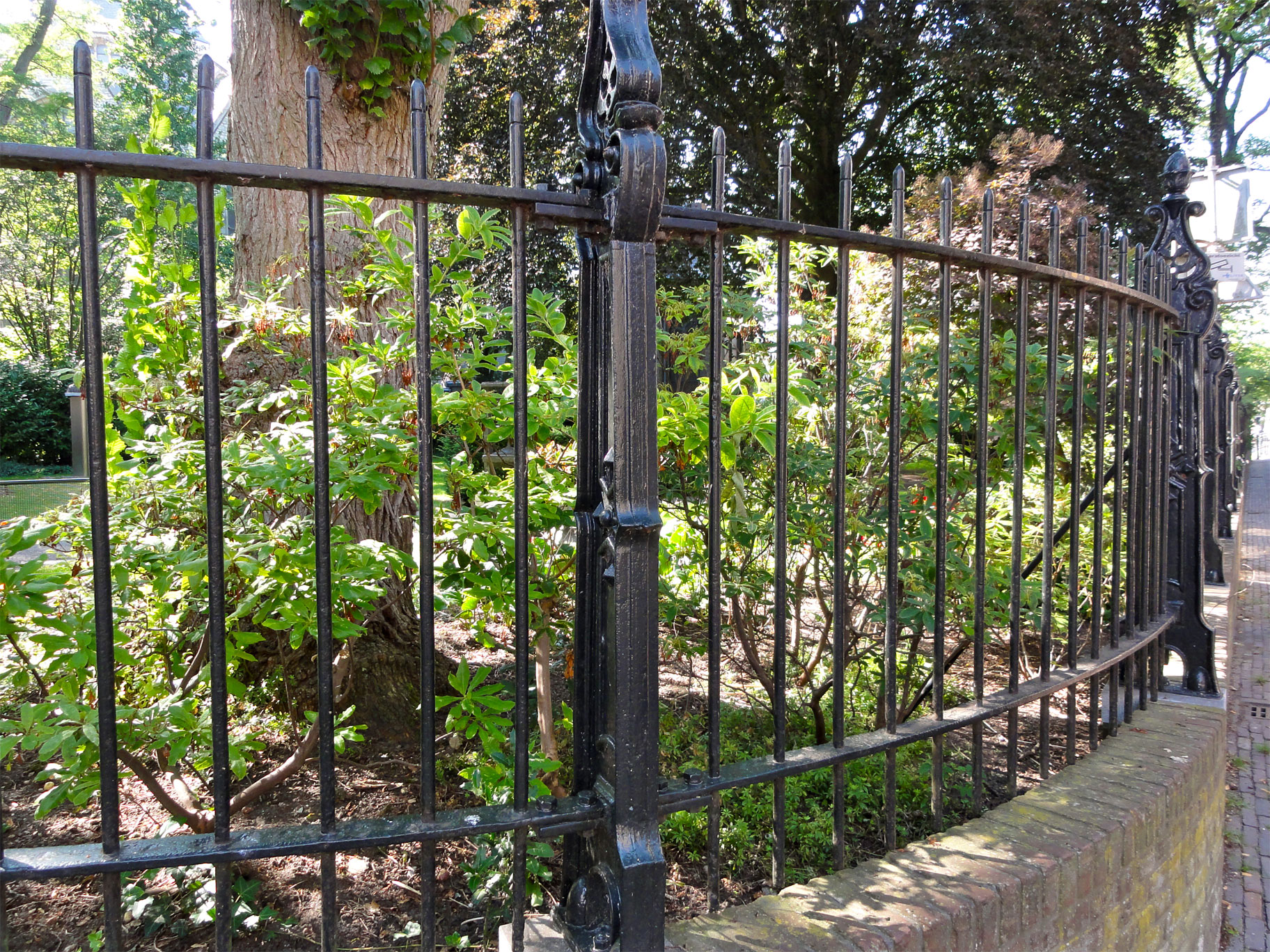
Hekwerk van de Vroesentuin
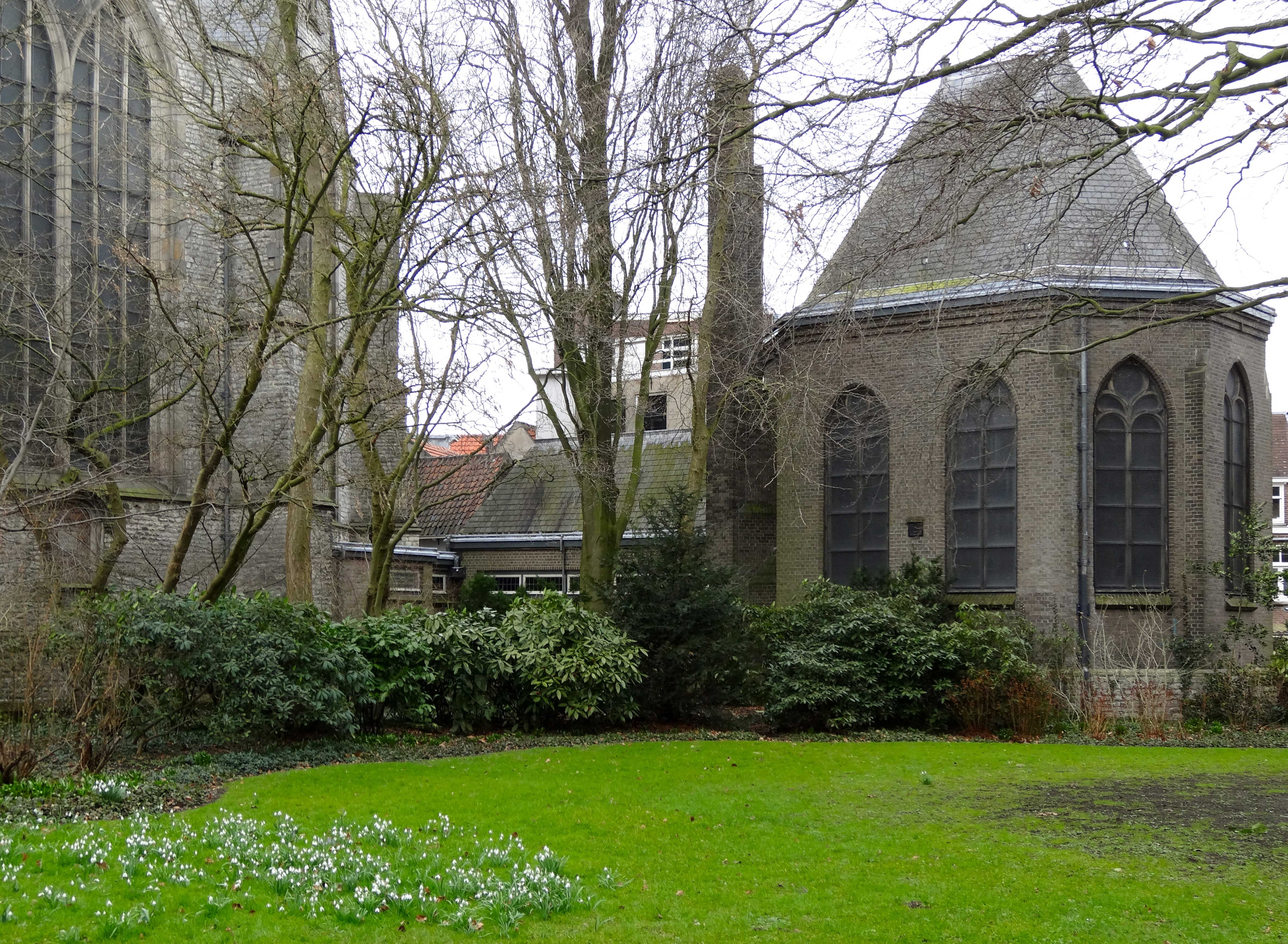
Van der Vormkapel